# SpVgg Kranichfeld 1861
Die SpVgg Kranichfeld 1861 e.V. ist ein Fußballverein in der thüringischen Stadt Kranichfeld. Er hat ca. 160 Mitglieder.

## Porträt
Die Spielvereinigung Kranichfeld ist der Nachfolgeverein der 1949 gegründeten Betriebssportgemeinschaft (BSG) Motor Kranichfeld. Diese wurde durch ihre Fußballsektion überregional bekannt. Diese bewegte sich mit ihrer 1. Mannschaft bis Anfang der 1950er Jahre auf Kreisniveau, ehe sie 1952 in die viertklassige Bezirksklasse Erfurt aufstieg. Dort war sie bis 1957 (Kalenderjahr-Spielzeit) angesiedelt, stieg dann in die Bezirksliga Erfurt auf, die ihrerseits nach Einführung der II. DDR-Liga vierte Fußball-Liga geworden war. Die Viertklassigkeit der Kranichfelder dauerte nur zwei Spielzeiten, Platz 14 nach der Saison 1959 bedeutete den Abstieg. Als Erfolg in dieser Spielzeit konnte die BSG Motor den Gewinn des Bezirksfußball-Pokals verbuchen. Dieser berechtigte sie zur Teilnahme am DDR-weiten Pokalwettbewerb 1960. Dort musste Motor Kranichfeld beim Zweitligisten Dynamo Eisleben antreten und schied nach einer 0:5-Niederlage aus dem weiteren Wettbewerb aus.
In der 1960 noch fünftklassigen Bezirksklasse spielte Motor Kranichfeld bis zur Saison 1974/75 (ab 1961 im Sommer-Frühjahr-Spielrhythmus, ab 1963 4. Liga nach Einstellung der II. DDR-Liga). Nach der Spielzeit 1964/65 belegte die Mannschaft Platz eins in ihrer Staffel, konnte sich aber in der Aufstiegsrunde zur Bezirksliga nicht durchsetzen. Ab 1971 ließ die Qualität der Fußballmannschaft deutlich nach, und die Saison 1974/75 wurde mit dem Abstiegsplatz 14 beendet. Eine Rückkehr in die Bezirksklasse erreichte die BSG Motor nicht mehr.
Als nach der politischen Wende von 1990 und den damit verbundenen wirtschaftlichen Veränderung das System der Betriebssportgemeinschaften zusammenbrach, wurde die BSG Motor in die SpVgg 1861 umgewandelt.
Im November 2022 wurde in einer Mitgliederversammlung die Trennung einiger Abteilungen vom Verein beschlossen. Seitdem ist die SpVgg Kranichfeld ein reiner Fußballverein. Die ausgetretenen Abteilungen gründeten einen neuen Verein, die Sportfreunde Kranichfeld 2022.